# Međunarodna zračna luka Ufa
Međunarodna zračna luka Ufa (rus. Международный аэропорт Уфа, baškirski  Өфө халыҡ-ара аэропорты) je zračna luka koja opslužuje Ufu, glavni grad Baškirije (Baškortostan) u Ruskoj Federaciji.
Kroz zračnu je luku 2017. godine prošlo 2.810.000 putnika. Time je postala deseta najveća zračna luka u Rusiji i najveća zračna luka u privolškom saveznom okrugu. Ujedno je i najveća zračna luka Baškirije.
Bivši BAL Bashkirian Airlines je imao sjedište u zračnoj luci.

## Vanjske poveznice
|  | Zajednički poslužitelj ima još gradiva o temi Međunarodna zračna luka Ufa |

- Ufa International Airport (engl.)